# شکتی کپور
سونیل سیکندِرلال کپور با نام هنری شکتی کپور (انگلیسی: Shakti Kapoor؛ زادهٔ ۴ ژوئیهٔ ۱۹۵۸) هنرپیشه اهل هند است. وی از سال ۱۹۷۵ میلادی تاکنون مشغول فعالیت بوده‌است. این هنرپیشه بیش از سه دهه نقش افراد شرور را در فیلم‌ها بازی کرده‌است. از فیلم‌هایی که وی در آن‌ها بازی کرده آشا را می‌توان نام برد.

## فیلم‌شناسی
فهرست برخی از فیلم‌هایی که شکتی کپور در آن‌ها به ایفای نقش پرداخته‌است:
- آشا (۱۹۸۰)
- راکی (۱۹۸۱)
- دوقلوها (۱۹۹۷)
- برادر من ()
- ازدواج کردم گیر افتادم ()
- ما با هم هستیم ()
- هر دلی که عاشق بشه ()
- یه وقت عاشق نشی (۲۰۰۰)
- تلاش ()
- هر کسی سبک خود را دارد ()
- دیوانه مستانه ()
- پیوند (۱۹۹۸)
- سوریاوانشی ()
- باغی (۱۹۹۰)
- بی‌سروصدا ()
- دوستی ()
- جنجال (۲۰۰۴)
- حیله‌گر (۱۹۸۹)
- حفاظت (۱۹۸۷)
- نصیب (۱۹۸۱)
- گفتگوی متقابل (۱۹۸۱)
- حفاظت (۱۹۸۷)
- مرد شجاع (۱۹۸۳)
- بله من به خوبی عاشق بودم ()
- یک رابطه:زنجیرعشق ()
- سلام برادر (۱۹۹۹)
- دویدن در پیرامون ()
- بازیکن (۱۹۹۲)
- من بازیکن،تو بی‌تجربه ()
- میدان جنگ (۱۹۹۵)
- این زندگی است ()
- قیمت ()
- ضربه چپ و راست ()
- آتش ()
- سوگند هندوستان (۱۹۹۹)
- دل همچنان هندوستانی است ()
- مسافر (۲۰۰۴)
- بگذار زندگی کند ()
- قربانی خودش را نشان می‌دهد ()
- بی عدالتی (۱۹۹۲)
- سلاح (۲۰۰۲)
- آقازاده ()
- بزرگی (۱۹۹۷)
- محبوب (۱۹۹۷)
- جودی شماره ۱ ()
- دلسوز ()
- جان ()
- تاریخ (۱۹۹۷)
- امتحان (۱۹۹۴)
- راجا و سه برادر ()
- دلم دیوانه تو (۱۹۹۶)
- باربر درجه ۱ (۱۹۹۵)
- قهرمان شماره ۱ ()
- چقدر باحال هستیم ۳ ()
- بزرگ (۱۹۸۳)
- هفت با هفت (۱۹۸۲)
- هندی (۲۰۰۱)
- چطوری.....عشق ()
- مهندی (۱۹۹۸)
- شاهد ()
- دو و نیم نامه عاشقانه ()
- تارزان ()
- حیطه آتش (۲۰۰۵)
- مسیر آتش ()
- توپ آتش ()
- جهان گناه ()
- سلطنت ()
- درقلب شما هستیم ()
- زبیدا ()
- باران ()
- بازیگر خطرها ()
- جوا ()
- حق من ()
- دوستی ()
- گل ()
- زندگی یک قمار است ()
- خدای عشق ()
- داماد ()
- من آواره‌ام (۱۹۸۲)
- مجرم ()
- جنگ بزرگ (۱۹۹۰)
- جانباز ()
- پیروزی (۱۹۸۸)
- بوره روی طلا ()
- آبهیمانیو (۱۹۸۹)
- بازی با آتش (۱۹۸۹)
- سبک (۱۹۹۴)
- پسربچه (۱۹۹۶)
- آقای آزاد ()
- بلندی (۲۰۰۰)
- آقای بیچاره ()
- جرم (۲۰۰۵)
- گورو (۱۹۸۹)
- شجاعت و تلاش ()
- نگهبان وطن ()
- زن متأهل (۱۹۸۶)
- قاضی (۱۹۸۶)
- آتش و شعله ()
- خانه جهان ()
- استاد (۱۹۸۵)
- قربانی (۱۹۸۵)
- غیرت (۱۹۸۵)
- گام نو ()
- مقصد (۱۹۸۴)
- تحفه (۱۹۸۴)
- سرکش (۱۹۸۳)
- بهترین دوست (۱۹۸۳)
- قاضی چودهری ()
- من دوست دارم ()
- مقابله (۱۹۹۳)
- غدار ()
- عزیزم بریم خونه بابام ()
- کریشنا (۱۹۹۶)
- سلسله عشق ()
- عروسک گناهکار ()
- درآمد هست آنه مخارج یک روپیه ()
- شلیک با چشم ()
- پول باشه یار هم میاد ()
- شعله و شبنم (۱۹۹۲)
- حکومت ظلم ()
- چشم‌ها (۱۹۹۳)
- شیطان چهل‌ساله ()
- در کشوری که گنگا زندگی می‌کند ()
- دشمن حیات (۱۹۷۹)
- مهاراجه ()
- آهن (۱۹۹۷)
- آقای بنارسی ()
- با توانایی‌های خودم ()
- شطرنج (۱۹۹۳)
- ووداستوک ویلا ()
- رقص رقص ()
- دستبند (۱۹۹۵)
- پرطاقت ()
- قدرت حقیقت ()
- سوزاندن گناه ()
- دریا دل (۱۹۸۸)
- شنگرفی ()
- تا زمان مرگ ()
- پادشاه رنگارنگ ()
- ترانه رادا ()
- اینا مینا دیکا ()
- پالی خان ()
- سوگند ()
- در عدس ()
- دهاتی‌های خوش‌شانس ()
- چهارراه ()
- شماره پدر ()
- عدالت شیوا (۱۹۸۵)
- زبان مرد ()
- دین من ()
- جواب من (۱۹۸۵)
- عصر امروز (۱۹۸۵)
- ظلم و ستم (۱۹۹۸)
- پدربزرگ صاحب (۱۹۸۲)
- ضد (۱۹۹۲)
- طوفان گناه ()
- مست قلندر ()
- ترینترا ()
- بدهی عشق ()
- طوفان نفرت ()
- بازیکن بازی (۱۹۷۷)
- انتقام از آتش (۱۹۸۲)
- زندانی (۱۹۸۴)
- همه جا را آتش بزنید ()
- وظیفه و قانون ()
- به صدای من گوش کن (۱۹۸۱)
- ندای انصاف ()
- در کف زندگی ()
- کرشمه قدرت ()
- دشمن انسانیت ()
- چه کسی عدالت را اجرا خواهد کرد؟ (۱۹۸۴)
- بازی (۱۹۸۴)
- شراره (۱۹۸۴)
- فلفل دلمه‌ای (۲۰۲۰)
- داستان دو قلب (۱۹۸۵)
- تصمیم من (۱۹۸۴)
- سرگردان ()
- از زمانه چه ترسی داریم ()
- لکه ()
- دوستی دشمنی ()
- گاما (۱۹۷۹)
- برادر (۱۹۷۷)
- معبد عشق ()
- ثروتمندی و فقیری ()
- خدای بشریت ()
- به پدر شوهر گوش کن ()
- چاتور سینگ دو ستاره ()
- هنگامه (۲۰۰۳)
- زن دوم ()
- مرد خوش‌شانس ()
- راجاجی ()
- وای! تو دیگه کی هستی ()
- زندگی کن اما مغرور نباش ()
- یکی بهتر از دیگری ()
- امسال (۲۰۰۲)
- به آن سوی ماه بروید ()
- دلسوز (۱۹۸۶)
- خداقسم (۱۹۸۱)
- قهرمان هندوستانی ()
- دوره آزمایشی ()
- حیوان (۲۰۲۳)
- آخرین غلام ()
- سفر کارما ()
- دلاور (۱۹۸۳)
- انقلاب (۱۹۸۴)
- محبت (۱۹۸۵)
- گرفتار (۱۹۸۵)
- علی‌‌بابا مارجینا (۱۹۷۷)
- مرد پولدار مرد فقیر (۱۹۸۵)
- شعله‌های آتش (۱۹۸۶)
- اصلی و بدلی (۱۹۸۶)
- بگذار یک موضوع باشد (۱۹۸۶)
- بیست سال بعد (۱۹۸۹)
- زورگویی (۱۹۹۷)
- پلیس دزد (۱۹۸۳)
- دلال (۱۹۹۳)
- مانور (۱۹۸۹)
- من دیوانه‌ام (۲۰۱۳)
- عشق تو را دیدم (۱۹۸۵)
- ثروتمند (۱۹۸۱)
- بحران دین (۱۹۹۱)